# Santi Cosma e Damiano (Lácio)
Santi Cosma e Damiano é uma comuna italiana da região do Lácio, província de Latina, com cerca de 6.581 habitantes. Estende-se por uma área de 31 km², tendo uma densidade populacional de 212 hab/km². Faz fronteira com Castelforte, Coreno Ausonio (FR), Minturno, Sessa Aurunca (CE).

## Demografia
| Variação demográfica do município entre 1861 e 2011                               |
|                                                                                   |
| Fonte: Istituto Nazionale di Statistica (ISTAT) - Elaboração gráfica da Wikipedia |